# Mitra (mytologi)
Mitra är en av de tolv sol-, härskar- och rättvisegudarna, Adityas (olika former av solguden Surya), i indisk mytologi och iransk mytologi. Han uppträder ofta tillsammans med guden Varuna vars krafter han kompletterar eftersom han är väktare av den mänskliga ordningen. Han representerar bland annat vänskap, frihet, integritet och harmoni och ordet mitra är sanskrit för vän. Mitra återfinns fortfarande i dagens hinduistiska och zoroastriska tro som en solgud av underordnad betydelse.

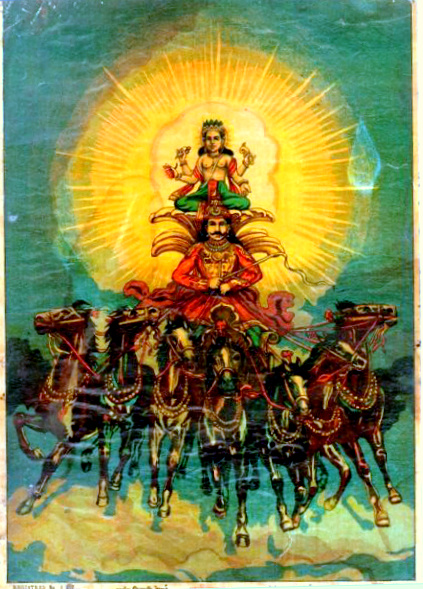
Mitra, en hinduistisk solgud.

Mitra har flera drag gemensamt med Mithra och Mithras, två gudsgestalter i persisk och romersk religion.
Synonymer för Surya: Aditya, Arka, Bhanu, Savitr, Pushan, Ravi, Martanda, Mitra och Vivasvan.